# Greatest Video Hits 1
Greatest Video Hits 1 is de eerste videocollectie van Queen. De dvd werd uitgebracht in oktober 2002. De bekendste clips van Queen tussen 1973 en 1981 staan erop. Later verscheen hierop nog een vervolg, Greatest Video Hits 2.
De dvd kwam meteen op nummer 1 in het Verenigd Koninkrijk met meer dan 90.000 verkochte exemplaren, en was ook de best verkochte dvd van 2002. Andere landen waar de dvd goed scoorde waren onder meer de Verenigde Staten (nummer 1 en platina), Duitsland (goud) en Spanje. In Australië bereikte de dvd viermaal platina, in Canada driemaal en in onder andere Polen eenmaal.

## Tracklist
DVD 1
1. Bohemian Rhapsody
2. Another One Bites The Dust
3. Killer Queen
4. Fat Bottomed Girls
5. Bicycle Race
6. You're My Best Friend
7. Don't Stop Me Now
8. Save Me
9. Crazy Little Thing Called Love
10. Somebody To Love
11. Spread Your Wings
12. Play The Game
13. Flash
14. Tie Your Mother Down
15. We Will Rock You
16. We Are The Champions

DVD 2 
1. Now I'm Here (Live)
2. Good Old-Fashioned Lover Boy
3. Keep Yourself Alive
4. Liar
5. Love of My Life
6. We Will Rock You (Fast Live Version)

Extra's
- Inside The Rhapsody
- Picture Gallery

## Verkochte exemplaren
| Land                | Exemplaren      | Exemplaren | Exemplaren   | Aantal  |
|                     | Hoogste positie | Weken      | Certificatie |         |
| ------------------- | --------------- | ---------- | ------------ | ------- |
| Verenigd Koninkrijk | 1               | 37         |              | 187.000 |
| Australië           |                 |            | 6x platina   | 90.000  |
| Verenigde Staten    | 1               |            | platina      | 90.000  |
| Nederland           |                 |            |              | 46.000  |
| Frankrijk           |                 |            | 2x platina   | 40.000  |
| Duitsland           | 1               |            | Goud         | 25.000  |
| Canada              |                 |            | 5x platina   | 25.000  |
| Spanje              | 1               |            | Goud         | 20.000  |
| Portugal            |                 |            | 3x platina   | 12.000  |
| Polen               |                 |            | platina      | 10.000  |
| Mexico              |                 |            | platina      | 10.000  |
| Nieuw-Zeeland       |                 |            | platina      | 5.000   |